# Kerstin Ekman
Kerstin Lillemor Ekman assina como Kerstin Ekman (27 de agosto de 1933) é uma escritora sueca, que nasceu em Risinge na província histórica da Östergötland.